# Capital Kings
Capital Kings es una banda cristiana estadounidense de música electrónica, que actualmente está compuesto por el productor y rapero Cole Walowac (Más conocido como "Saint X") y el productor y cantante Jon White (Más conocido como "Nevada").

## Historia
Jon White Jr y Cole Walowac formaron Capital Kings mientras todavía vivían en su natal Washington D. C. White declaró que conoció a Walowac en el espacio de niños de la iglesia y que "empezamos a tocar en la banda juvenil ... Cole tocaba la batería y yo cantaba, y así es como empezamos a hacer música".
Su álbum debut Capital Kings fue lanzado el 8 de enero de 2013 y entró en el Billboard Christian Albums Chart en el Top 5, asimismo logró la posición 143 de la lista Billboard 200.
Lanzaron un álbum remix, Remixd, el 11 de marzo de 2014, que incluye seis canciones remix de su primer álbum, y una nueva canción, Be a King. Su segundo álbum, II, fue lanzado el 2 de octubre de 2015.
El 23 de febrero de 2016, White anunció que dejaría el grupo para hacer música en solitario bajo el nombre de Nevada, dejando a Walowac como único miembro. Luego de unos meses, comenzaron a circular rumores de que Dylan Housewright sería el reemplazo de White después de que él fuera en viaje con Walowac, y pronto se convirtió en el nuevo reemplazo inesperado para White después del lanzamiento de su sencillo «I Can't Quit» con Reconcile. Bajo esta nueva alineación, se lanzaron los sencillos «Love is on Our Side», «Don't Wanna Wake Up»,  «All Good» junto a Hollyn, y «Rip it up» con Aaron Cole.
El 3 de enero de 2018, los cantantes Cole Walowac y Dylan Housewright anunciaron públicamente a través de redes sociales que dejarán el dúo por el momento.
El 16 de abril de 2020, la banda lanzó una remezcla de «You'll never be alone», que originalmente iba a ser lanzada en su álbum "Remixd". 
El 7 de julio de 2023, Capital Kings marcó su regreso a la música con el sencillo "Higher" con Evvie McKinney y Jesse Francis en las voces, y volvería Jon White a la banda reemplazado brevemente a Dylan Housewright.

## Discografía
- 2013: Capital Kings
- 2014: Remixd
- 2015: II

## Colaboraciones

### Como artista invitado
| Año  | Artista        | Álbum              | Canción                                                      |
| ---- | -------------- | ------------------ | ------------------------------------------------------------ |
| 2013 | Royal Tailor   | Royal Tailor       | "Ready Set Go"                                               |
| 2014 | Group 1 Crew   | #STRONGER          | "Keep Goin'"                                                 |
| 2014 | Da' T.R.U.T.H. | Heartbeat          | "Loud & Clear (con Tedashii y Jon White [de Capital Kings])" |
| 2015 | TobyMac        | This is Not a Test | "This is Not a Test"                                         |

### Remezclas
| Año  | Artista            | Álbum                                                   | Canción                                                          |
| ---- | ------------------ | ------------------------------------------------------- | ---------------------------------------------------------------- |
| 2012 | TobyMac            | Eye on It (Deluxe Edition) Eye'M All Mixed Up (Remixes) | "Me Without You (Capital Kings Remix)"                           |
| 2012 | TobyMac            | Eye on It (Deluxe Edition) Eye'M All Mixed Up (Remixes) | "Lose Myself (Capital Kings Remix)"                              |
| 2012 | TobyMac            | Dubbed and Freq'd: A Remix Project                      | "Showstopper (Capital Kings Remix)"                              |
| 2012 | TobyMac            | Dubbed and Freq'd: A Remix Project                      | "Tonight (Capital Kings Remix)"                                  |
| 2013 | Natalie Grant      | Hurricane (Deluxe Edition)                              | "Closer to Your Heart (Capital Kings Remix)"                     |
| 2013 | David Crowder Band | All This for a King: The Essential Collection           | "After All (Holy) (Capital Kings Remix)"                         |
| 2014 | Mandisa            | Get Up: The Remixes Overcomer (Deluxe Edition)          | "Overcomer (Capital Kings Remix)"                                |
| 2014 | Mandisa            | Get Up: The Remixes                                     | "Good Morning (Capital Kings Remix)"                             |
| 2014 | Colton Dixon       | A Messenger (Expanded Edition)                          | "Never Gone (Capital Kings Remix)"                               |
| 2014 | Capital Kings      | Remixd                                                  | "Born to Love (con Britt Nicole) [McSwagger // Cap Kings Remix]" |
| 2015 | Britt Nicole       | The Remixes                                             | "Amazing Life (Capital Kings Remix)"                             |
| 2015 | TobyMac            | II                                                      | "This Is Not a Test (Capital Kings Remix)"                       |
| 2017 | Hollyn             | One-Way Conversations                                   | "Love with your life (Capital Kings Remix)"                      |
| 2018 | TobyMac            | –                                                       | "I just need U. (Capital Kings Remix)"                           |
| 2018 | Ryan Stevenson     | –                                                       | "Child in Your Arms (Capital Kings Remix) [con Aaron Cole]       |
| 2019 | TobyMac            | The St. Nemele Collab Sessions                          | "Everything (Capital Kings Remix)"                               |

## Premios y nominaciones
| Año  | Premio                                            | Resultado | Ref.   |
| ---- | ------------------------------------------------- | --------- | ------ |
| 2013 | New Artist of the Year                            | Nominado  | [ 22 ] |
| 2015 | Rock/Contemporary Song of the Year ("Fireblazin") | Nominado  | [ 23 ] |